# Acrobasis
Acrobasis es un género de polillas de la familia Pyralidae.

## Especies
Se reconocen las siguientes especies:
- Acrobasis africanella Balinsky 1994
- Acrobasis aicha Asselbergs 1998
- Acrobasis albocapitella Hulst 1888
- Acrobasis alexandra Roesler & Kuppers 1981
- Acrobasis alnella McDunnough 1922
- Acrobasis amplexella Ragonot 1887
- Acrobasis anatolica Caradja 1910
- Acrobasis angusella Grote 1880
- Acrobasis aqualidella Christoph 1881
- Acrobasis atrisquamella Ragonot 1887
- Acrobasis aurorella Ely 1910
- Acrobasis bellulella Ragonot 1893
- Acrobasis betulella Hulst 1890
- Acrobasis betulivorella Neunzig 1975
- Acrobasis bithynella Zeller 1848
- Acrobasis blanchardorum Neunzig 1973
- Acrobasis burmanni Roesler 1969
- Acrobasis caribbeana Shaffer 1978
- Acrobasis carpinivorella Neunzig 1970
- Acrobasis caryae Grote 1881
- Acrobasis caryaevorella Dyar 1908
- Acrobasis caryalbella Ely 1913
- Acrobasis caryivorella Ragonot 1887
- Acrobasis caulivorella Neunzig 1986
- Acrobasis celticola Staudinger 1880
- Acrobasis centunculella Mann 1859
- Acrobasis cinerascens Turati 1927
- Acrobasis cirroferella Hulst 1892
- Acrobasis cistella Millière 1859
- Acrobasis clusinella Zeller 1848
- Acrobasis comacornella Hulst 1900
- Acrobasis comptella Ragonot 1887
- Acrobasis comptoniella Grossbeck 1917
- Acrobasis comptoniella Hulst 1890
- Acrobasis consociella Hübner ?
- Acrobasis coryliella Dyar 1908
- Acrobasis cunulae Dyar & Heinrich 1929
- Acrobasis curvella Ragonot 1893
- Acrobasis cymindella Ragonot 1893
- Acrobasis demotella Grote 1881
- Acrobasis dharma Roesler & Kuppers 1981
- Acrobasis diversicolor Ragonot 1893
- Acrobasis dyarella Ely 1910
- Acrobasis eliella Dyar 1908
- Acrobasis elyi Neunzig 1970
- Acrobasis encaustella Ragonot 1893
- Acrobasis epicrociella Strand 1918
- Acrobasis eva Roesler & Kuppers 1981
- Acrobasis evanescentella Dyar 1908
- Acrobasis exsulella Zeller 1848
- Acrobasis fallouella Ragonot 1871
- Acrobasis feltella Dyar 1909
- Acrobasis flavifasciella Yamanaka 1990
- Acrobasis fria Opler 1977
- Acrobasis glareella Turati 1926
- Acrobasis glaucella Staudinger, 1859
- Acrobasis glycerella Herrich-Schäffer 1860
- Acrobasis glycerella Staudinger 1859
- Acrobasis grossbecki Barnes & McDunnough 1917
- Acrobasis guilhemella Lucas 1909
- Acrobasis hebescella Hulst 1890
- Acrobasis homoeosomidia Hampson 1901
- Acrobasis indigenella Zeller 1848
- Acrobasis irrubriella Ely 1909
- Acrobasis jessica Roesler 1988
- Acrobasis jordanella Amsel 1965
- Acrobasis juglandis Le Baron 1872
- Acrobasis juglanivorella Neunzig 1986
- Acrobasis kearfottella Dyar 1905
- Acrobasis klimeschi Roesler 1978
- Acrobasis kofa Opler 1977
- Acrobasis kylesi Neunzig 1986
- Acrobasis latifasciella Dyar 1908
- Acrobasis malipennella Dyar 1908
- Acrobasis malombra Roesler 1988
- Acrobasis medea Roesler 1988
- Acrobasis mienshani Caradja 1939
- Acrobasis minimella Ragonot 1889
- Acrobasis minuscula Turati 1930
- Acrobasis modisequa Meyrick 1934
- Acrobasis myricella Barnes & McDunnough 1917
- Acrobasis nebule Walsh 1860
- Acrobasis nebulella Grossbeck 1917
- Acrobasis nebulella Riley 1872
- Acrobasis neva Opler 1977
- Acrobasis nigribasalis Amsel 1954
- Acrobasis nigrisquamella Amsel 1954
- Acrobasis nigrosignella Hulst 1890
- Acrobasis noctiptera Schawerda 1937
- Acrobasis noctuana Hübner 1793
- Acrobasis normella Dyar 1908
- Acrobasis nuragha Roesler 1988
- Acrobasis nuxvorella Neunzig 1970
- Acrobasis oberthueri Lucas 1914
- Acrobasis obliqua Zeller 1847
- Acrobasis obliterella Staudinger 1859
- Acrobasis obrutella Christoph 1881
- Acrobasis obtusella Hübner 1796
- Acrobasis olivalis Hampson 1896
- Acrobasis ostryella Ely 1913
- Acrobasis ottomana Caradja 1916
- Acrobasis palliolella Ragonot 1887
- Acrobasis peplifera Dyar 1925
- Acrobasis pirivorella Matsumura 1900
- Acrobasis plumbeatella Turati 1913
- Acrobasis porphyrella Duponchel 1836
- Acrobasis pradotai Hartig 1941
- Acrobasis ptilophanes Meyrick 1929
- Acrobasis pumilella Rebel 1926
- Acrobasis pyrivora Gerasimov 1926
- Acrobasis regina Roesler & Kuppers 1981
- Acrobasis repandana Fabricius 1798
- Acrobasis romanella Millière 1869
- Acrobasis rubidella Ragonot 1887
- Acrobasis rubrifasciella Packard 1874
- Acrobasis rubrotibiella Mann 1839
- Acrobasis rufella Turati 1913
- Acrobasis rufilimbalis Wileman 1911
- Acrobasis rufizonella Ragonot 1887
- Acrobasis sarcothorax Meyrick 1937
- Acrobasis scabrilineella Ragonot 1893
- Acrobasis scitulella Hulst 1900
- Acrobasis secundella Ely 1913
- Acrobasis septentrionella Dyar 1925
- Acrobasis singularis Staudinger 1876
- Acrobasis sodalella Zeller 1848
- Acrobasis stigmella Dyar 1908
- Acrobasis sublutella Turati 1913
- Acrobasis susanna Roesler & Kuppers 1981
- Acrobasis sylviella Ely 1909
- Acrobasis texana Neunzig 1986
- Acrobasis tricolorella Grote 1878
- Acrobasis trigonalis Wileman 1911
- Acrobasis tumidalis Hübner 1825
- Acrobasis tumidana Schiffermüller 1775
- Acrobasis tumidana Stephens 1834
- Acrobasis tumidella Duponchel 1836
- Acrobasis tumidella Zincken 1818
- Acrobasis tumidulella Ragonot 1887
- Acrobasis turatii Schawerda 1921
- Acrobasis vaccinii Riley 1884
- Acrobasis verrucea Haworth 1811
- Acrobasis verrucella Hübner 1796
- Acrobasis vinaceellum Ragonot 1901
- Acrobasis wittaella Roesler 1969
- Acrobasis youngi Rothschild 1925
- Acrobasis zacharias Roesler 1988
- Acrobasis zelleri Ragonot 1885
- Acrobasis zelstella Hulst 1887
- Acrobasis zyziphella Rebel 1914